# كلودين ميندي
كلودين ميندي (بالفرنسية: Claudine Mendy) مواليد 8 يناير 1990 في فرنسا، هي لاعبة كرة يد فرنسية تلعب كظهير أيسر. مثلت منتخب فرنسا لكرة اليد للسيدات. شاركت في دورة الألعاب الأولمبية الصيفية سنة 2012. حققت المركز الثاني في بطولة العالم لكرة اليد للسيدات 2009.

## سجل المنافسة
شاركت في البطولات التالية:
- الألعاب الأولمبية الصيفية 2012
- بطولة العالم لكرة اليد للسيدات 2011
- بطولة أوروبا لكرة اليد للسيدات 2012

## الميداليات
| الميدالية | المسابقة                            |
| --------- | ----------------------------------- |
| فضية      | بطولة العالم لكرة اليد للسيدات 2009 |
| فضية      | بطولة العالم لكرة اليد للسيدات 2011 |

## روابط خارجية
- كلودين ميندي على موقع الاتحاد الأوروبي لكرة اليد (الإنجليزية)
- كلودين ميندي على موقع الدوري الفرنسي لكرة اليد للسيدات (الفرنسية)
- كلودين ميندي على موقع اللجنة الأولمبية الدولية (الإنجليزية)
- كلودين ميندي على موقع أوليمبيديا (الإنجليزية)
- كلودين ميندي على موقع اللجنة الأولمبية الفرنسية (مؤرشف) (الفرنسية)